# Mesaphorura critica
Mesaphorura critica är en urinsektsart som beskrevs av Ellis 1976. Mesaphorura critica ingår i släktet Mesaphorura, och familjen blekhoppstjärtar. Arten är reproducerande i Sverige.